# Buxus olivacea
Buxus olivacea är en buxbomsväxtart som beskrevs av Ignatz Urban. Buxus olivacea ingår i släktet buxbomar, och familjen buxbomsväxter. Inga underarter finns listade i Catalogue of Life.